# Úbor

Schéma úboru

Úbor (anthodium) neboli květenství hvězdnicovitých je květenství, kde květy vyrůstají z rozšířeného květního lůžka podepřeného srostlými listeny vytvářejícími zákrov. Uvnitř kruhu jazykovitých květů jsou trubkovité květy uspořádány v tzv. terči (např. kopretina, sedmikráska), nebo jazykovité květy chybí (starček obecný), nebo je květ tvořen pouze jazykovitými květy (pampeliška, jestřábník, čekanka). Patří do květenství hroznovitých.

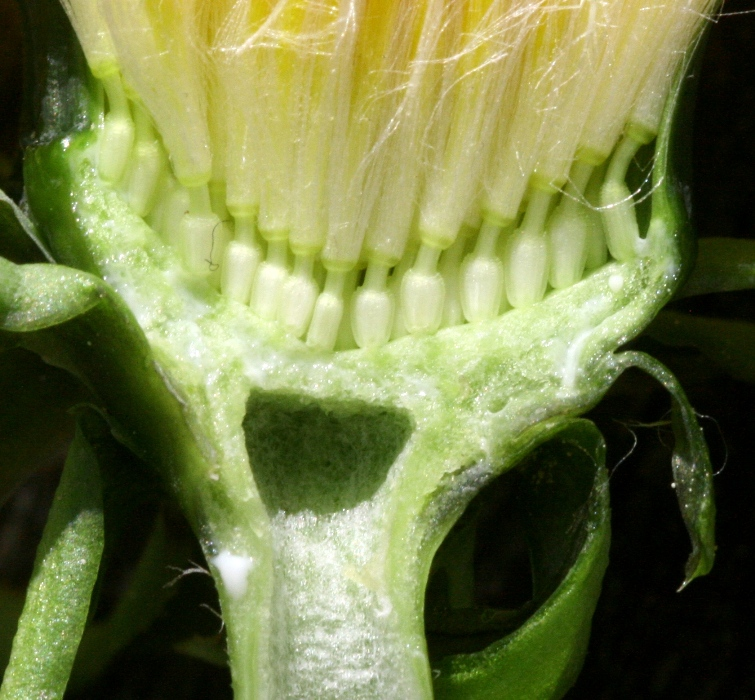
Řez úborem pampelišky lékařské (Taraxacum sect. Taraxacum)
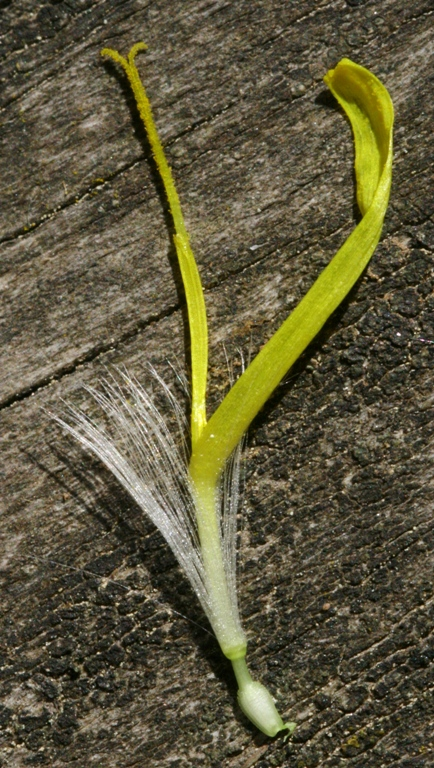
Jednotlivý jazykovitý květ z úboru pampelišky lékařské